# Манисалес (аэропорт)
Аэропорт Ла-Нубия (исп. Aeropuerto La Nubia), (ИАТА: MZL, ИКАО: SKMZ) — коммерческий аэропорт, расположенный в восьми километрах к юго-востоку от центральной части города Манисалес (Колумбия)

## Общие сведения
Аэропорт находится на высоте 2021 метр над уровнем моря, вследствие горного рельефа местности имеет короткую по длине взлётно-посадочную полосу и потому обслуживает только турбовинтовые самолёты моделей Fokker 50, ATR-42 и Bombardier Dash 8. Другой, не менее важной, проблемой являются резко и быстро изменяющиеся погодные условия, из-за плотного тумана, дождя и сильного ветра порт приходится закрывать на приём лайнеров, что негативно сказывается на графике регулярных авиаперевозок. Данные проблемы вкупе с ограниченным периодом работы аэропорта (только в светлое время) доставляют значительные неудобства как пассажирам, так и работающим в порту авиакомпаниям.
В 2014 году ожидается открытие нового международного аэропорта Дель-Кафе, который будет расположен в 15 минутах езды от Манисалеса. Новая воздушная гавань будет эксплуатировать взлётно-посадочную полосу размерами 2400х45 метров (с возможностью увеличения длины ВПП до 3500 метров), что позволит жителям региона пользоваться услугами коммерческих рейсов на крупных самолётах.

## Авиакомпании и пункты назначения

### Прекращённые
- LAN Colombia — международный аэропорт Эль-Дорадо